# Добряков, Денис Валерьевич
Денис Валерьевич Добряков (22 октября 1969, Рыбинск, Ярославская область) — российский государственный деятель, глава города Рыбинск с 20 марта 2016 год по 20 января 2022 год. Заслуженный мастер спорта Российской Федерации. Абсолютный чемпион мира по парашютному спорту. С 24 января 2022 года по март 2023 — генеральный директор АО «НИИ парашютостроения». С сентября 2023 года по март 2025 — заместитель руководителя Представительства госкорпорации «Ростех» в Ярославской области. С 27 марта 2025 —  председатель ДОСААФ России.

## Биография
Денис Валерьевич родился 22 октября 1969 года в городе Рыбинске. Окончил городскую среднюю школу №19  в 1986 году и поступил в Рыбинский авиационный технологический институт (РАТИ). В период с 1988 по 1989 года проходил срочную службу в рядах Вооружённых сил СССР. После этого окончил РАТИ по специальности «Авиационные двигатели и энергетические установки». с 2006 по 2012 гг. являлся сотрудником Федеральной Службы Безопасности. В это время он участвовал в боевых действиях на территории Северо-Кавказского региона. Был дважды ранен.
После службы он закончил экономический факультет П. Г. Демидова, Московскую Академию государственной и муниципальной службы по программе «Государственное и муниципальное управление».
С марта 2010 по 2012 год — депутат Муниципального Совета города Рыбинска, заместитель председателя Муниципального Совета по экономическим вопросам.
С 21 августа 2012 года — заместитель главы города Рыбинска по городскому хозяйству.
С декабря 2014 по июнь 2015 г. — заместитель председателя Правительства г. Севастополя (блок городского хозяйства, архитектуры и строительства).
С августа по декабрь 2015 год — заместитель директора по экономической и антитеррористической безопасности филиала ПАО «РусГидро» – «Каскад Верхневолжских ГЭС».
С декабря 2015 г. по март 2016 г. — заместитель Главы Администрации Рыбинска по городскому хозяйству.
С марта 2016 по январь 2022 г. — глава городского округа города Рыбинск.
С 24 января 2022 года по сентябрь 2023 года — генеральный директор АО «НИИ парашютостроения» (Москва).
Заслуженный мастер спорта, восьмикратный чемпион мира по парашютному спорту в составе команды. В 2006 году стал абсолютным чемпионом мира по парашютному спорту.
9 мая 2023 года на Параде Победы сидел на центральной трибуне позади президента Беларуси Александра Лукашенко.
29 февраля 2024 года присутствовал на послании президента Федеральному Собранию.
27 марта 2025 года назначен председателем ДОСААФ России.

## Семья
Женат. Имеет двух детей — сына Александра и дочь Ольгу Добряковых.

## Награды
- Медаль ордена «За заслуги перед Отечеством» 2-й степени — 1999[1]
- Медаль «За отвагу» — 2009[1]
- Медаль Суворова — 2005[1]
- Медаль «За отличие в борьбе с терроризмом» — 2010[1]
- Два ордена Мужества — 2011[1]

И другие различные ведомственные награды.